# Matopo selecta
Matopo selecta är en fjärilsart som beskrevs av Walker 1865. Matopo selecta ingår i släktet Matopo och familjen nattflyn. Inga underarter finns listade i Catalogue of Life.